# ブヌン族

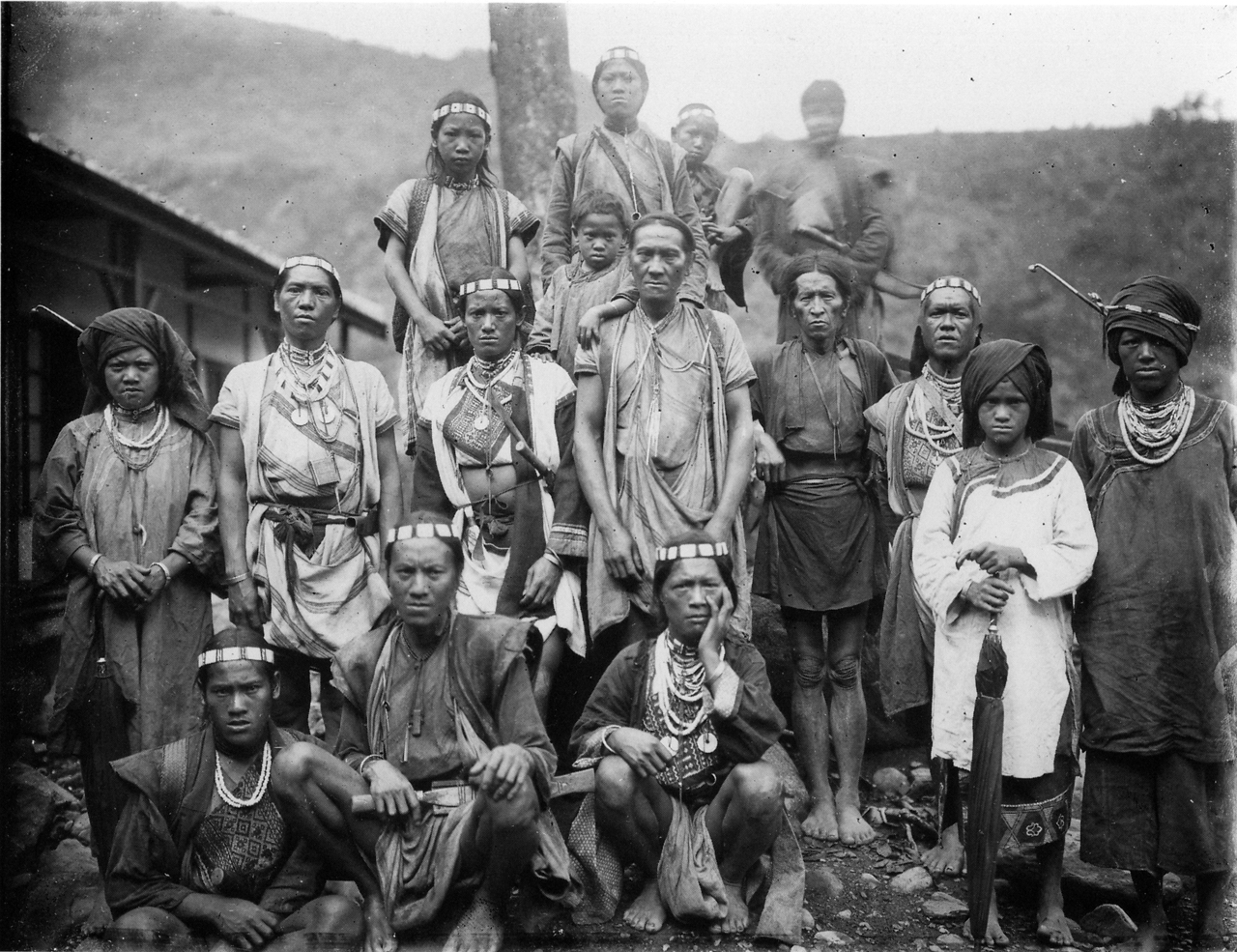
正装したブヌン族の男女。1900年、鳥居龍蔵撮影。

ブヌン族（ブヌンぞく、布農族）またはヴンヌム族は、台湾原住民の一つ。南投県信義郷、仁愛郷、花蓮県卓渓郷、万栄郷の山岳部を中心にその他高雄市桃源区、那瑪夏区、台東県海端郷、延平郷などにも分布している。人口は約5万人。独自のブヌン語を有し、ブヌンとはブヌン語で人を意味する言葉である。
社会組織は、長老制度による父系氏族大家族社会で、長老者会議各家族の長老たちが集まり村の政策決定を行なう。民族意識が強く、民族の固有言語を保っている数少ない台湾原住民族である。
「小米（粟）の豊作を祈る歌」など八部和音唱法の歌をもつことで知られる。
北海道様似町のアイヌ民族団体との交流がある。

## 分布
ブヌン族は主に中央山脈の両側に住み、典型的な高山民族といえる。
18世紀頃、南投あたりのブヌン族が大規模な移民をはじめ、結果、南投・高雄・花蓮・台東県まで居住範囲をひろげた。
ブヌン族には5つの群がある。
- 卓社群 (take-todo)：南投県信義郷久美村、仁愛郷中正、法治、万豊村。
- 卡社群 (take bakha)：信義郷南潭、地利、双竜三村。
- 丹社群 (take vatan)：信義郷地利村、花蓮県万栄郷馬遠村。
- 巒社群 (takebanuad)：信義郷豊丘、望郷、新郷、人倫及び花蓮県卓渓郷。
- 郡社群 (isbukun)：信義郷東埔、羅娜、明徳、台東県海端郷、延平郷及び高雄市ナマシャ区、桃源区。ブヌン族最大の群。

## 文字
ブヌン族は独自の文字をもっていたという伝説がある。それによると、台湾で大洪水がおこったとき、村人が祖先が遺した宝物などをもたずに避難し、そのなかにあったブヌン文字について書かれた書物は流され、流失したといわれている。

## ブヌン族出身の有名人
- ダフ・アリ（Dahu Ali／拉荷阿雷）（1854～1943）- ブヌン族の民族英雄。抗日蜂起事件「大分事件」の首謀者の一人。
- 王宏恩 - 男性歌手
- ヨハニ・イスカカブット（尤哈尼伊斯卡卡夫特／Yohani Isqaqavut） - 台湾長老教会伝道師。元・原住民族委員会主任委員（第２代）。元・総統府政策顧問。
- 高勝美 - 歌手。1980年代に活躍したが、漢語で歌い、原住民族であることは前面に出していなかった。その後、大陸（中国）を拠点に活動している。
- 秀蘭瑪雅 - 女性歌手、漢民族とのハーフ。
- 余賢明 - プロ野球選手
- 邱俊文 - プロ野球選手
- 許文雄 - プロ野球選手
- 王國進 - プロ野球選手
- 林子偉 - プロ野球選手
- 霍斯陸曼伐伐 - 作家。故人。多くのブヌン族文化の書物を遺している。